# 岩津城
岩津城（いわづじょう）は、愛知県岡崎市岩津町字東山に所在した中世の山城。松平氏2代・松平泰親により築城され、徳川家康の祖先である岩津松平家の拠点として知られる。

## 歴史

### 築城から戦国時代
- 応永28年（1421年）：松平泰親が松平郷から岩津に進出し、子の松平信光とともに、円福寺裏に居城があったとも考えられる中根大膳（岩津大膳とも）を滅ぼして城を築いたと伝わる[2][3][4]。
- 宝徳3年（1451年）：信光が麓に信光明寺を建立[5]。
- 永正3年（1506年）：今川氏親の侵攻（永正三河の乱）で攻撃を受ける[6]。
- 元亀3年（1571年）：武田信玄の軍勢が迫り、信光明寺が焼失[6]。

### 家康による改修
- 天正12-13年（1584-85年）：小牧・長久手の戦いなど豊臣秀吉との対立に備え、徳川家康が西三河防衛線の一環として、土塁・空堀・枡形虎口など戦国時代末期の構造で改修[7]。

### 近現代
- 令和2年（2020年）：岩津城址保存会が発足（代表：岩津町総代）[8]。
- 令和6年（2024年）：岡崎市指定史跡に登録された（指定面積4,234㎡）[9]。

## 遺構
城域は東西150m×南北200mで、以下の主要遺構が現存
- 主郭 - 直径50mの円形区画
- 南郭 - 高さ74mの土塁と馬出状構造
- 土橋 - 主郭と南郭を結ぶ全長20mの通路
- 空堀 - 最大深さ5mの防御施設
- 枡形虎口 - 主郭西側の食い違い虎口

## 歴史的意義

### 松平氏発展の拠点
岩津進出により松平氏が松平郷から岡崎平野へ勢力を拡大した。

### 家康ゆかりの城
祖父・松平清康が岡崎城へ移るまで、松平氏の重要支城として機能した。

### 酒井氏家紋の起源
北条早雲に侵攻された際に、酒井氏が戦功を立て、1508年、三つ葉葵の家紋を奉還し、代わりに丸に片喰の家紋を用いるようになった。

## 保存活動
- 岩津城址保存会 - 竹伐採や見学路整備を実施[8]。
- 「岩津松平氏輝きの600年」推進懇話会 - 歴史講座や清掃活動を開催[14]。

## アクセス
- 公共交通：名鉄バス岩津天神口停留所より徒歩15分
- 駐車場：信光明寺駐車場（10台）を利用

## 周辺施設
- 信光明寺
- 岩津天満宮
- 岩津古墳群
- 真福寺